# Marko Jovičić
Marko Jovičić (Марко Јовичић; sinh ngày 2 tháng 2 năm 1995) là một cầu thủ bóng đá Serbia thi đấu ở vị trí thủ môn cho Partizan.

## Sự nghiệp
Jovičić ra mắt cùng với Žarkovo ở Serbian League Belgrade.
Trong kỳ chuyển nhượng mùa đông 2015, Jovičić chuyển đến Teleoptik.
Đầu năm 2016, Jovičić ký hợp đồng 5 năm cùng với Partizan.

## Danh hiệu
Partizan
- Serbian SuperLiga: 2016–17
- Cúp bóng đá Serbia: 2015–16, 2016–17